# Битва біля села Івонівка
Бій біля села Івонівка — це сутичка партизанського загону Чорного Ворона з радянським каральним загоном

## Про битву
1922 року біля села Івонівка, неподалік Яруги на Дністрі, партизанський загін Чорного Ворона знищили каральний більшовицький загін, але під час бою отаман дістав кулю. Товариші змушені були переправити його на лікування до Польщі.